# Пелеши (Псковская область)
Пелеши — деревня в Плюсском районе Псковской области России. Входит в состав Лядской волости.
Расположена в 1 км от берега реки Плюссы (при впадении в неё реки Люта), в 12 км к юго-западу от волостного центра Ляды и в 65 км к западу от райцентра Плюсса.

## Население
Численность населения деревни на 2000 год составляла 34 человека, по переписи 2002 года — 19 человек.

## История
До 1 января 2006 года деревня входила в состав ныне упразднённой Лосицкой волости.